# Utricularia longeciliata
Utricularia longeciliata este o specie de plante carnivore din genul Utricularia, familia Lentibulariaceae, ordinul Lamiales, descrisă de A. Dc.. Conform Catalogue of Life specia Utricularia longeciliata nu are subspecii cunoscute.